# Sands of Destruction
Sands of Destruction (ワールド・デストラクション～導かれし意思～, Wārudo Desutorakushon ~Michibikareshi Ishi~) est un jeu vidéo de rôle développé par Imageepoch et édité par Sega, sorti en 2008 sur Nintendo DS.